# Microsoft Flight Simulator
Microsoft Flight Simulator (MSFS) ist eine Reihe von Flugsimulatoren von Microsoft. Sie zählt zu den ältesten und erfolgreichsten Produkten im Bereich Computer-Entertainment.
Microsoft kündigte auf der Spielekonferenz E3 2019 die Fortsetzung der Serie an.
Der letzte (gleichnamige) Ableger der Serie – Microsoft Flight Simulator 2024 – wurde am 19. November 2024 veröffentlicht.

## Entwicklungsgeschichte
Die erste Version des Flight Simulator entwickelte Bruce Artwick für den Apple II.
Später wurde der Flight Simulator von Microsoft aufgekauft, weiterentwickelt und erschien von nun an für die Betriebssysteme Mac OS und MS-DOS, später ausschließlich für Windows.
Der Microsoft Flight Simulator ist eine erfolgreiche Simulationsanwendung, hat auch eine Vielzahl von Begeisterten und eine große Benutzergemeinde, die ihn mit Freeware und kommerziellen Add-ons verbessert.
Am 22. Januar 2009 wurde von Microsoft-Seite bestätigt, dass das interne Entwicklungsstudio des Flight Simulators „Aces Game Studio“ geschlossen wurde. PR-Sprecherin Kelda Rericha gab aber bekannt, man wolle auch zukünftig „Flying Games“ entwickeln, inwiefern es sich dabei um ernstzunehmende Simulationen handeln wird, war dabei allerdings unklar.
Am 9. Juli 2014 gab Dovetail Games bekannt, dass Microsoft ihnen die Rechte zur Entwicklung des nächsten Flugsimulators der Serie erteilt hat. Dovetail Games kündigte auch die Veröffentlichung von Microsoft Flight Simulator X: Steam Edition für Ende 2014 an. Microsoft Flight Simulator X: Steam Edition wurde am 18. Dezember 2014 veröffentlicht und ist eine Neuauflage der FSX Gold Edition.
Am 8. August 2019 wurde bekannt, dass die Vereinbarung geendet hat.
Am 9. Juni 2019 kündigte Microsoft im Rahmen der E3-Pressekonferenz einen neuen Teil der Serie mit dem einfachen Titel Microsoft Flight Simulator an. Am selben Tag startete Microsoft eine neue Homepage für den Titel und eröffnete die Registrierung für einen öffentlichen Alpha- und frühen Forumszugang für Mitglieder des Xbox Insider-Programms.
Die neue Version bietet eine enge Integration von Satellitendaten und Microsofts eigener Azure KI in die Engine des Simulators, um nahezu fotorealistische Grafiken zu erzeugen.

## Ableger

### Flight Simulator
Die im November 1982 erschienene erste Version wurde unter der Federführung von Bruce Artwick und seinem Unternehmen subLOGIC entworfen und vertrieben. Sie bot bereits das Standard-Cessna-Cockpitdesign mit acht Zeigerinstrumenten sowie einem Block für die Einstellungen der Frequenzen für den Funkverkehr und die Navigationsinstrumente. Es wurden in sich geschlossene, rudimentäre Szenarien für die Städte Chicago, Seattle, Los Angeles und New York/Boston mitgeliefert. Die Darstellung von Wolken sowie die Simulation von Turbulenzen war ebenfalls möglich.

### Flight Simulator II
Erschienen: 1984
Aus lizenzrechtlichen Gründen (Microsoft hatte die Rechte für Flight unter MS-DOS erworben) konnte der Flugsimulator nicht unter diesem Namen für Nicht-MS-DOS-Systeme erscheinen. Aus dem Grunde wurde diese Version von subLOGIC als Flight Simulator II vertrieben und war für nahezu alle 8- und 16-Bit-Plattformen der damaligen Zeit (1985–1989) erhältlich. Der Flight Simulator bot zum ersten Mal den Learjet als zusätzliches Flugzeug, unterstützte mehrere Fenster und den Multiplayerbetrieb über Modem oder Kabel – nicht jedoch über Netzwerke. Zu dieser Version gab es damals auch die Software Flight-Teacher, um mit der Steuerung des Simulators vertraut zu machen.

### Flight Simulator 3.0
Erschienen: 1988
1984 übernahm Microsoft den „Flusi“ vollständig, wie er unter Anhängern inzwischen liebevoll genannt wurde, und brachte ihn als Flight Simulator 3 auf den Markt. Er enthielt eine ganze Reihe neuer Funktionen, die bis dato jedoch bereits bei den Nicht-MS-DOS-Versionen des Flight II zu finden waren. Dazu gehörten die Fenstertechnik sowie die Multiplayeroption über Modem. Das Militär-Flugzeug Sopwith Camel kam hinzu. Es waren auch Szenarien verfügbar, bei denen bestimmte Aufgaben erfüllt werden mussten, nämlich eine Luftschlacht (mit MG und Bomben) gegen computergesteuerte Gegner bestreiten, sowie Pestizide über einem Feld versprühen. Auch das Himmelsschreiben mittels Rauch war jetzt möglich. Zu den unterstützten Grafikmodi gehören EGA 640x350x4. Der FS3 war nur noch für MS-DOS und den Apple Macintosh erhältlich.

### Flight Simulator 4.0
Erschienen: 1989
Die Version 4 brachte einen Szenerie- und einen Aircraft-Editor, der es ermöglichte, den Simulator zu erweitern bzw. völlig neue Flugzeuge zu entwerfen.
Diese Version ist die letzte, die auch für die Apple-Macintosh-Computer veröffentlicht wurde. Alle nachfolgenden Versionen erschienen ausschließlich für MS-DOS bzw. MS Windows.

### Flight Simulator 5.0
Erschienen: 1993
Ein Meilenstein war die fünfte Version; sie läutete die zweite Generation des FS ein. Es wurden fotorealistische Instrumentenbretter entworfen, außerdem wirkte die 3D-Szenerie viel realistischer als in den Vorgängerversionen, da zum ersten Mal Texturen für die Bodendarstellung, Gouraud Shading für die Flugzeugmodelle und damals hochauflösende SVGA Grafikmodi mit 256 Farben unterstützt wurden. Die wichtigste Neuerung war die Verwaltung der Szenerien. Bis zu dieser Version wurde ein planares Koordinatensystem verwendet und die Landschaft ähnlich einer Landkarte verwaltet. Das Fliegen war immer nur innerhalb einer Szenerie möglich, nicht jedoch über deren Grenzen hinaus. Mit dem FS 5 führte MS das sogenannte Tile-Modell ein. Zwar waren die Landschaften ebenfalls noch eben, jedoch wurde die Erde analog zu einer Diskokugel in viele kleine Flächen unterteilt, die sogenannten Tiles. Insbesondere an den Übergängen zweier Tiles konnte man dabei eigenartige Effekte beobachten – die Landschaft hob sich plötzlich oder senkte sich. Der Flight Simulator 5.0 war immer noch ein 16 Bit Real Mode Programm, konnte aber immerhin EMS Speicher verwenden, was bei Szenerien mit vielen Texturen zu merkbaren Nachladerucklern führte. Die PC Player bewertete den FS 5 in der Ausgabe 1993-11 mit 65 Punkten.

### Flight Simulator 5.1
Erschienen: 1994
5.1 war die erste Version, die auf CD-ROM ausgeliefert wurde. Die Szenerien waren erheblich detailreicher, die Anzahl der Flughäfen wuchs von 82 beim FS 5 auf über 300 in aller Welt. Darüber hinaus wurden einige Detailverbesserungen vorgenommen und Patches eingearbeitet.

### Flight Simulator für Windows 95
Erschienen: November 1996
Als Windows 95 auf den Markt kam und das neue System auch als Spieleplattform etabliert werden sollte, brachte Microsoft als erstes Unterhaltungsprogramm den Flight Simulator 6 als MS Flight Simulator for Windows 95 auf den Markt. Allerdings handelte es sich nicht um eine Neuentwicklung für Windows 95, sondern um eine hastig umgestrickte DOS-Version des 5.1. Zum ersten Mal im Hauptprogramm wurden mit der Boeing 737 ein Airliner und mit der Extra 300 ein Kunstflugzeug angeboten. Einige liebgewordene Features wie die Multiplayer-Unterstützung fehlten jedoch völlig, andere funktionierten mehr schlecht als recht. In der Fachpresse wurde zum Kauf der alten Version geraten, da diese stabiler lief und leistungsstärker war.

### Flight Simulator 98
Erschienen: Oktober 1997
Die wesentlichen Neuerungen des FS 98 waren die Unterstützung von 3D-Beschleunigerkarten und die Umstellung auf die DirectX-Technik. Des Weiteren wurde die Anzahl der Flughäfen auf 3000 erhöht und eine ganze Reihe von Details verbessert. Mit dem FS 98 stieg auch die Verbreitung von Add-on-Szenen an, da das Szenerie-System erheblich modularer aufgebaut war als bei der Vorgängerversion und seitens Microsofts ein SDK zur Verfügung gestellt wurde. Hinzugekommen war auch wieder die Multiplayer-Fähigkeit über Netzwerk. Ebenfalls neu war ein Hubschrauber.

### Flight Simulator 2000
Erschienen: November 2000
Mit der Version 2000 wurde die dritte Generation eingeläutet. Die wesentlichste Neuerung betraf wiederum die Szenerie. Zwar hatte sich das Tile-Modell der zweiten Generation langsam bewährt, allerdings ließ es keine Darstellung von Schluchten zu, und die Berge und Hügel waren 3D-Objekte, auf denen nicht gelandet werden konnte. Mit der Version 2000 wurde das Mesh-Terrain eingeführt. Die gesamte Erde wurde mit einem Gitternetz überzogen, das mit Höhenpunkten versehen war. Die Maschenweite war nicht festgelegt und konnte von Szenerie zu Szenerie variieren, was eine sehr detaillierte Geländedarstellung ermöglichte. Der virtuelle Pilot konnte mit den Flugzeugen, welche um die Concorde und die Boeing 777 erweitert wurden, über 20.000 Flughäfen in aller Welt anfliegen. Außerdem gab es eine realistischere Wetterdarstellung und die Möglichkeit, über das Internet die realen Wetterverhältnisse herunterzuladen.
Neu war auch die Unterteilung in eine Standard- und eine Professional-Version. Letztere beinhaltete Zusatzmaterial sowie zwei zusätzliche Flugzeuge. Als problematisch erwiesen sich beim FS 2000 allerdings die Hardware-Voraussetzungen – gegenüber dem FS 98 war für die gleiche Leistung ein vierfach schnellerer Rechner erforderlich. Weiterhin war es beim FS 2000 möglich, virtuelle Fluglizenzen und eine Instrumentenflugberechtigung zu erwerben, welche man sich ausdrucken und als Andenken aufbewahren konnte.

### Flight Simulator 2002
Erschienen: Spätherbst 2001 (verschoben aufgrund der Ereignisse des 11. Septembers 2001)
Mit der Version 2002 wurde eine 3D-Cockpit-Ansicht mit funktionsfähigen Instrumenten eingeführt. Erstmals bot sich die Möglichkeit, Wasserflugzeuge zu steuern. Zur Steigerung des Realitätsgrades wurde eine virtuelle Flugsicherung implementiert, sodass man Flüge nach VFR- oder IFR-Regeln mit Funkverkehr bewerkstelligen konnte. Des Weiteren war der Pilot nun nicht mehr alleine in der Luft – es gab nun weltweit zusätzlichen Flugverkehr. Eingeführt wurde zudem die sogenannte Autogen Scenery, welche die Landschaft mit zusätzlichen, automatisch generierten 3D-Objekten versah, was den Realitätseindruck verstärkte.
Microsoft verbesserte beim FS 2002 auch die Leistung: Für die gleiche Darstellungsqualität war die benötigte Rechenleistung niedriger als beim FS 2000. Obwohl der Flight Simulator 2002 nur kurz nach den Terroranschlägen vom 11. September 2001 erschienen war, wurden die beiden Türme des World Trade Centers aus der mitgelieferten Szenerie entfernt. Gleichzeitig wurde auch die generelle Kollisionserkennung mit Gebäuden abgeschaltet um die virtuelle Nachahmung möglichst zu unterbinden.

### Flight Simulator 2004
Erschienen: Herbst 2003

Logo des MS Flight Simulator 2004

Der Microsoft Flight Simulator 2004 trug aus Anlass des hundertsten Jubiläums des Erstflugs der Brüder Wright den Untertitel „Das Jahrhundert der Luftfahrt“. Diese Version enthielt 24 Flugzeuge und zwei Hubschrauber. Neu hinzugekommen waren historische Modelle wie Ford 5-AT und Douglas DC-3. Das Wetter konnte online von realen Wetterstationen abgerufen und alle 15 Minuten aufgefrischt werden. Ferner konnten die virtuellen Panels im 3D-Cockpit nun auch mit der Maus direkt bedient werden. Die Szenerie wurde nochmals verbessert und um eine Vielzahl von Effekten erweitert. Die Flugschule wurde außerdem deutlich verbessert, sodass auch ein Anfänger nach wenigen Stunden ein Flugzeug grundlegend bedienen kann. Erstmals wurde auch eine interaktive Flugsicherung mit eingebaut. Damit konnten Luftraumfreigaben angefordert und quittiert werden, die Flugsicherung warnte vor anderen Flugzeugen und forderte Sichtmeldungen an. Zudem wurde der Sprechfunk der Fluglotsen mit anderen Flugzeugen übertragen. Im Automode wechselten die Frequenzen automatisch; der Realität nachempfunden war die manuelle Funkfrequenzsteuerung.
Der FS 2004 (FS 9) erschien nur in einer Version. Für Microsoft relativ ungewöhnlich, war für den FS 2004 ein Patch erhältlich, der einige Schwächen der Darstellung ausmerzte und insbesondere 160 Brücken nachlieferte. Insgesamt war diese Version aber weniger ein Meilenstein als eine Detailverbesserung des Vorgängers.

### Flight Simulator X
Erschienen: Oktober 2006

Logo des MS Flight Simulator X

Die zehnte Version des Flight Simulators wurde speziell für das neue Betriebssystem Windows Vista programmiert. Sie war jedoch auch unter Windows XP lauffähig, wobei als Mindestvoraussetzung aber das Service Pack 2 erforderlich war. Der Microsoft Flight Simulator X läuft unter anderem auch mit dem Betriebssystem Windows 7. Windows Vista ermöglichte durch DirectX-10-Vorschau eine verbesserte grafische Darstellung.
Microsoft hatte den Flight Simulator X („FS Zehn“) vor allem in puncto Detailgenauigkeit vollständig überarbeitet, wobei sie sich in einigen Teilen der Erde gegenüber dem FS 2004 nicht sehr verbessert, teilweise sogar auch verschlechtert hatte. Allerdings stellte der Flight Simulator X die Erde erstmals als eine komplette Kugel dar. In älteren Versionen wurde der „Raum“ um das Flugzeug auf einen bestimmten Bereich begrenzt und der Boden (MSL) dabei linearisiert. Im Flight Simulator X flog das Flugzeug nun in einem virtuellen Raum mit der kompletten Erdkugel. So war es nun z. B. möglich, bei sehr guter Sicht und entsprechender Flughöhe von Süddeutschland aus über die Alpen hinweg die Ansätze des Mittelmeeres zu sehen. Der Flight Simulator X bot somit einen neuen Grad an Realismus in der Landschaftsdarstellung, was nun erstmals in der Geschichte des Microsoft Flight Simulators das Fliegen nach Sichtflugbedingungen (VFR) erlaubte, bei dem man, ohne zusätzliche Add-ons installieren zu müssen, die Landschaft, die man überfliegt, tatsächlich wiedererkennen konnte. Des Weiteren waren unter anderem eine um ein Vielfaches dichtere automatisch generierte Vegetation und Gebäude (Autogen) sowie die Aufwertung der Weltdarstellung durch zusätzliche bewegliche Objekte wie auf Autobahnen fahrende Autos, Schiffe auf dem Meer und Tierherden am Boden hinzugekommen.
Eine Erweiterung stellten im Speziellen auch erstmals verfügbare Missionen dar, welche sich von den bisherigen voreingestellten Flugmissionen deutlich abhoben. Die Missionen waren in verschiedene Kategorien eingeteilt, so ließ sich zum Beispiel das Red Bull Air Race auf einer Strecke nachfliegen oder man bekam die Aufgabe, Regierungsmitarbeiter zur Area 51 zu fliegen, wobei dem Piloten mysteriöse Flugobjekte entgegen flogen und Funksprüche mitgehört werden konnten. Je nachdem, wie man die Mission absolviert hatte, bekam man spezielle Auszeichnungen, Medaillen oder Erinnerungsstücke. Erstmals wurden auch die Gesamtflugstunden gezählt und dadurch zusätzliche Auszeichnungen verteilt.
Wie üblich erforderte die neueste Version zum Zeitpunkt ihres Erscheinens höchste Rechenleistung auf aktuellem Stand der Technik. Bei der von Microsoft angegebenen Mindestanforderung konnte die Simulation nicht sinnvoll und flüssig betrieben werden. Jedoch waren in den einschlägigen Foren bald zahlreiche Tipps und Tweaks im Umlauf, mit denen der Betrieb des FSX auch auf Mittelklassesystemen noch vernünftig möglich war.
Den MS Flight Simulator X gab es in drei Versionen, als Standard-, Deluxe- und Gold-Edition. Die Deluxe-Edition (in Italien, Deutschland, Österreich und der Schweiz Professional Edition genannt) enthielt zusätzlich ein Software Development Kit (im Anleitungsheft sowie im Programm selbst fehlen jegliche Hinweise auf dieses SDK), drei Flugzeuge mit dem Garmin G1000 Flight Deck sowie die Möglichkeit, die Rolle eines Fluglotsen im Multiplayer-Modus einzunehmen. Erstmals konnte man (in beiden Versionen) ohne Add-ons Tankwagen, Finger und Gateways an das Flugzeug rollen lassen. Die Gold-Edition beinhaltete neben dem Flight Simulator X Deluxe noch das Acceleration Pack, welches eine Erweiterung für den Simulator war. Diese Erweiterung enthielt drei neue Flugzeuge, neue Missionen, einen neuen Multiplayer-Modus sowie erstmals DirectX-10-Unterstützung.
Im Funkverkehr wurde das Modul des FS 2004 und FS 2002 mit leichten Änderungen verwendet.
Außerdem war es möglich, online zusammen mit einem anderen Spieler ein einziges Cockpit zu nutzen (ein Spieler ist Pilot, der andere Copilot). Des Weiteren konnte man mit dem FSX bei virtuellen Airlines zusammen mit anderen FSX-Piloten Wettkämpfe, Patrouillen-Flüge etc. fliegen und den Multiplayer-Modus erweitern.

#### Flight Simulator X: Steam Edition
Im Dezember 2014 veröffentlichte Dovetail Games die Gold-Edition des Flight Simulator X auf der Plattform Steam unter dem Titel Microsoft Flight Simulator X: Steam Edition. Der Multiplayer-Modus läuft nun über Steam statt über den Multiplayerdienst GameSpy, der Ende Mai 2014 eingestellt wurde.

### Flight Simulator (2020)
Auf der E3 2019 wurde von Microsoft ein neuer Teil des Flugsimulators angekündigt, der inoffiziell „Microsoft Flight Simulator 2020“ genannt wird. Es ist der erste Flugsimulator von Microsoft seit dem Flight Simulator X im Jahr 2006 und Microsoft Flight im Jahr 2012. Es ist außerdem der erste Teil der Microsoft-Flight-Simulator-Serie, der nicht exklusiv für den PC erscheint. Technisch wird er durch Microsoft-Azure-Cloud-Technologie unterstützt. Der Flugsimulator bildet den gesamten Planeten Erde auf Basis von Bing-Satellitenfotos und Höhendaten nach. Details wie Gebäude und Vegetation werden mittels künstlicher Intelligenz aus den Satellitenbildern generiert und teilweise von Hand optimiert. Da die Terraindaten für eine lokale Speicherung zu umfangreich sind, werden sie per Streaming an den Spieler-PC übertragen, können aber auch in Ausschnitten lokal gespeichert werden. Echtzeit-Wetterdaten und die Positionen realer Flugzeuge können ebenfalls in die Simulation integriert werden. Durch Mehrspieler-Funktionalität können viele Piloten gleichzeitig in derselben Welt unterwegs sein. Der Simulator erschien am 18. August 2020 für PC. Die Xbox Series X/S Version wurde am 27. Juli 2021 veröffentlicht.
Anlässlich des 40. Jubiläum der Reihe bringt das Update vom November 2022 u. a. FSR2 (AMDs Pendant zu DLSS) und DLSS3 (Nvidia RTX-40-Serie), neue Flugzeugmodelle wie den Wright Flyer, die Ryan NYP Spirit of St. Louis, eine Curtiss JN-4 Jenny und einen Airbus A310-300, sowie einige Helikopter-Modelle aus dem Flight Simulator X von 2006. Als Easter Egg lassen sich die ersten vier Versionen im virtuellen Cockpit einer Diamond DA62 spielen.

### Flight Simulator 2024
Im Juni 2023 kündigte Microsoft die Fortsetzung Microsoft Flight Simulator 2024 an. Er erschien am 19. November 2024. Es wird erwartet, dass Flugzeuge und Szenerien (gekaufte Add-ons), die für den FS2020 auf den Markt gekommen sind, mit wenigen Ausnahmen, auch im dann neuen Flight Simulator verwendet werden können.

## Erweiterungen
Für kaum ein Softwareprodukt sind so viele Erweiterungen (Add-ons) erhältlich wie für den Microsoft Flight Simulator. Die Schwerpunkte der Erweiterungen betreffen insbesondere die Bereiche Flugzeuge und Szenarien. Von einigen Herstellern, wie z. B. PMDG, sind Produkte im Angebot, welche sich z. B. mit einem Flugzeugtyp beschäftigen und diesen besonders akkurat – weit präziser als die mitgelieferten Modelle – nachbilden. Die Qualität dieser Add-ons – insbesondere einer Erweiterung für den FS 2000 – war nach dem 11. September Grund für Diskussionen über den Flugsimulator. Im Bereich Szenarien sind Produkte verfügbar, welche die Geländeauflösung erheblich verfeinern oder die Landschaft mit Satellitenbildern überlagern und so zum Teil ein extrem realistisches Luftbild vermitteln.
Der Grund, dass es vor allem für dieses Produkt so viele Erweiterungen gibt, wird durch den modularen Aufbau des Simulators und die weiten Eingriffsmöglichkeiten selbst für einen Laien begünstigt. So sind beispielsweise die Flugparameter in einer Textdatei abgelegt, welche nach eigenem Bedarf verändert und angepasst werden kann. Oftmals wird der Simulator selbst nur als Basis verwendet, und es wird manchmal sogar von einem „Simulator-Betriebssystem“ gesprochen. Die Schnittstelle nach außen liegt in Form eines SDK offen und in einigen Versionen wird ein Editor für die Erstellung eigener Objekte mitgeliefert.

## Hardwareanforderungen
Jede Version des Flight Simulator bedarf einer Abwägung zwischen dem Wünschenswerten und dem mit gegebener Hardware technisch Machbaren. Schon die erste Version nutzte die Hardware derart intensiv aus, dass die Lauffähigkeit des Simulators damals als Maßstab für die Kompatibilität genutzt wurde. Grundsätzlich galt für jede Version, dass sie mit der zum jeweiligen Zeitpunkt verfügbaren Hardware nur in mittleren Detailgraden flüssig betrieben werden konnte.
Drei Versionen fallen durch einen besonders hohen Leistungsbedarf gegenüber dem Vorgänger auf: die Versionen 5.0, 2000 und X. Bei Letzterer weichen die Herstellerangaben für die Minimalanforderungen und die Ausstattung, mit der ein sinnvoller Betrieb möglich ist, sehr weit voneinander ab. Während Microsoft eine CPU mit 1 GHz und 256 MB RAM unter Windows XP angibt, wird ein sinnvoller Betrieb erst mit einem 2-GHz-Rechner und mindestens 1,5 GB RAM erreicht.
Betrachtet man diese drei Versionen jedoch einmal genauer, so bleibt festzustellen, dass die Anforderungen trotz aller Kritik nicht ganz unberechtigt sind. So wurde mit Version 5 die texturierte 3D-Grafik eingeführt, während man sich bei den Vorgängern noch mit einer reinen Polygon-/Vektordarstellung begnügte. Zu diesem Zeitpunkt (1992) gab es jedoch noch keine 3D-Grafikkarten. Version 2000 führte wie bereits oben erwähnt das Elevated Mesh Terrain ein und betrachtete die Landschaft nicht mehr als Ebene mit aufgesetzten Polygonen, was zu einem immensen Anstieg des Rechenleistungsbedarfs führte. Der Flight Simulator X unterscheidet sich insbesondere in der Darstellungsqualität und der Anzahl der Szenerieobjekte erheblich von seinen Vorgängern.

## Trivia
- Mit der ersten Version des Flugsimulators wurde die IBM-Kompatibilität der damaligen Nachbauten von IBMs originalem personal computer getestet. Der Flugsimulator griff so tief auf das BIOS zu, dass er nur mit einem zu 100 % kompatiblen BIOS genutzt werden konnte.
- In frühen Versionen wurde der Learjet in der Flugzeugauswahl mit Gates Learjet betitelt. Was wie eine Anspielung auf ein Privatflugzeug von Microsoft-Gründer Bill Gates klingt, ist tatsächlich auf den Unternehmensnamen des Flugzeugherstellers zurückzuführen, seinerzeit Gates-Learjet Corporation.
- Aufgrund der Komplexität der Szenerie ist es nicht möglich, jeden Landstrich manuell zu kontrollieren, weshalb der Flugsimulator auch für seine Fehler berüchtigt ist. Immer wieder erscheinen Flugplätze in tiefen Schluchten, auf hohen Plateaus oder in einer Art Seenlandschaft wie bspw. der Flughafen von Norfolk Island, oder Flüsse fließen über Berge. Im FS 2002 z. B. stehen die beiden höchsten und markantesten Gebäude von Frankfurt am Main nicht in dieser Stadt, sondern in Mainz. Allerdings wurden sehr viele dieser Unstimmigkeiten mit dem FSX bereinigt. Der FSX ist der erste Simulator, welcher als für den Sichtflug geeignet eingestuft werden kann.
- Ebenfalls im FS 2002 verlief ein hunderte Meter breiter Kanal auf ca. 70° nördlicher Breite einmal rund um die Welt, und Flüge über den Nord- oder Südpol waren bis zum FS 2004 aufgrund der Szeneriearchitektur unmöglich – das Flugzeug flog gegen eine unsichtbare Wand.
- Einige Versionen bieten ein Easter Egg, da die Gebäude des Microsoft-Hauptsitzes in Redmond auch innen texturiert sind. Mit abgeschalteter Kollisionskontrolle kann man in diese Gebäude rollen und Fotos der Entwickler betrachten.
- Nach den Anschlägen vom 11. September 2001 geriet die Version 2000 in die Schlagzeilen. Es wurde damit argumentiert, dass dieses Programm zum Training der Piloten genutzt wurde. In der Tat war für diese Version ein Add-on erhältlich, das die 767 mit hoher Qualität simulierte. Da die 767 und die 757 über ein ähnliches Cockpit verfügen, wurde seitens der Regenbogenpresse gemutmaßt, die Flugzeugtypen könnten aufgrund dieser Trainingsmöglichkeit ausgewählt worden sein.
- Auf der Verpackung des FS 3 ist der Learjet abgebildet, wie er nahe am World Trade Center vorbeifliegt.
- Ebenfalls aufgrund der Anschläge wurden die Türme des WTC aus dem FS 2002 entfernt sowie ein Patch für den Vorgänger FS 2000 angeboten, der auch in dieser Version die Twin Towers entfernte. Kurioserweise wurde sehr schnell von anderen Seiten ein „Gegenpatch“ veröffentlicht, der die beiden Türme wieder in den FS 2002 einfügte. Grund war eine Diskussion, ob es denn sinnvoll sei, die Gebäude so kurz nach den Anschlägen schon „abzuschreiben“.
- Die Versionen 2002 und 2004 enthielten für die meisten Flugzeuge ein integriertes Schadensmodell durch das dem Flugzeug Flügel abfallen oder es in Flammen aufgehen konnte. Es wurde nach den Anschlägen des 11. September 2001 deaktiviert, lässt sich aber noch durch das Ändern von Flugzeugdaten aktivieren. Beim FSX wurde es völlig entfernt.
- Die USK hat die Versionen von Microsoft Flight Simulator 5.1 und später ohne Altersbeschränkung freigegeben.

## Alternativen zu Microsoft Flight Simulator
Neben dem Microsoft Flight Simulator gibt es noch weitere zivile Flugsimulationen, die bekanntesten davon sind Flight Unlimited, FlightGear, Flugsimulator für A320, Fly!, Pro Pilot und X-Plane.
Vor allem Ende der 1990er-Jahre herrschte ein harter Kampf im Bereich ziviler PC-Flugsimulationen, den – abgesehen von den damaligen Nischenprodukten X-Plane und FlightGear – Microsoft Flight Simulator für sich entscheiden konnte. Ein Wettbewerbsvorteil war hierbei die weite Verbreitung, Etablierung in der „Flusi-Gemeinde“ sowie weitgehende Ausgereiftheit.
Vor allem Fly! hätte dem Microsoft Flight Simulator erhebliche Marktanteile entreißen können, da das Produkt in puncto visueller Qualität deutlich überlegen war. Auf den Markt kam jedoch zunächst eine extrem instabile Version; an dem dadurch eingebüßten Image konnten auch ein zügig nachgereichter Patch sowie zwei Nachfolgeversionen nichts mehr retten.
Der Pro Pilot von Sierra war ebenfalls ein ernstzunehmender Mitbewerber, setzte jedoch für einen grafisch ansprechenden Betrieb eine 3dfx-Grafikkarte voraus, die auf den Systemen der anvisierten Zielgruppe häufig nicht vorhanden war.
Flight Unlimited setzte auf Klasse statt Masse. Anstatt die gesamte Erde in mittlerer Qualität darzustellen, beschränkte man sich bei den einzelnen Versionen jeweils auf verhältnismäßig kleine Regionen, stellte diese jedoch mit einem extrem hohen Detailgrad dar. Allerdings waren die Gebiete für Flugsimulatorverhältnisse sehr klein und einige Add-ons des Microsoft Flight Simulators erreichten alsbald vergleichbare Qualität, sodass auch die Weiterentwicklung von Flight Unlimited eingestellt wurde.
X-Plane bietet gegenüber dem Microsoft Flight Simulator eine weitaus realistischere Flugdynamik bei ähnlich guter Darstellungsqualität. Bei X-Plane kann man von einem echten Simulator sprechen, der das Flugmodell anhand physikalischer Gesetzmäßigkeiten nachbildet. X-Plane erzielt seine bessere Flugdynamik durch Echtzeitberechnungen der komplizierten Flugphysik, während der Flight Simulator für die Berechnung der Flugphysik Ressourcen schont, indem er diese größtenteils aus fertigen Tabellen ermittelt.
Google Earth beinhaltet seit der Version 4.2 einen Flugsimulator. Diesen kann man über die Tastenkombination Strg + Alt + A (alternativ Tools → Flugsimulator starten) aufrufen. Voraussetzung dafür ist allerdings eine DSL-Verbindung mit empfohlenen 2000 kBit/s. Dieser bietet allerdings nur einen sehr begrenzten Umfang. So ist auch nur eine Ansicht aus einer Cockpitperspektive möglich, wobei die Instrumente nur sehr spärlich sind. Die Steuerung per Tastatur ist nicht empfehlenswert.
FlightGear ist ein Open-Source-Produkt und entstand aus der Unzufriedenheit mit dem Microsoft Flight Simulator. Der Quellcode des MS Flight Simulator ist Closed Source, was es unmöglich macht, diesen und damit das Kernprogramm zu ändern. FlightGear wurde im Dezember 2007 in der Version 1.0.0 veröffentlicht.
Marketingtechnisch sehr geschickt hat sich Microsoft mit dem Namen Flight Simulator gleich den Gattungsnamen für alle Flugsimulatoren geschützt, auch wenn er korrekt MS Flight Simulator heißt. Genauso ist Microsoft beim Train Simulator vorgegangen.

## Nachfolgeprodukte
Anfang Januar 2009 gab Microsoft an, die Partnerschaft zur Firma Aces aufgelöst zu haben. Aces war für die Hauptproduktion des Microsoft Flight Simulator zuständig. Wie viele andere Firmen musste Microsoft wegen der Finanzkrise Stellen abbauen. Viele Flugsimulatorpiloten waren entrüstet über die Schließung der Firma Aces. In einem offiziellen Statement gab Microsoft bekannt, dass weiterhin in Flugsimulatorprodukte investiert wird.

### Microsoft Flight
Erschienen: 29. Februar 2012
Im August 2010 kündigte Microsoft einen neuen Simulator mit dem Namen Microsoft Flight an. Eine Website mit Videos, Screenshots und Nachrichten (monatliche Updates) wurde eingerichtet.
Seit dem 29. Februar 2012 steht eine kostenlose Basis-Version zur Verfügung, bei der man Teile des Spiels (Hawaii, Big Island) kostenlos spielen kann und weitere Add-ons wie Flugzeuge und neue Missionen (nur für die restlichen hawaiianischen Inseln) kaufen kann.
Ende Juli 2012 gab Microsoft bekannt, die Weiterentwicklung von Flight einzustellen.

### Lockheed Martin Prepar3D
Prepar3D ist eine Simulationssoftware von Lockheed Martin und eine Weiterentwicklung des Microsoft Flight Simulator X. Im Gegensatz zu früheren Versionen ist Prepar3D nun nicht mehr als Computerspiel verfügbar, sondern ausschließlich für den Einsatz als Trainings-, Ausbildungs- und Simulationssoftware gedacht.

### Cold Alley
Erschienen: Dezember 2013
Cold Alley ist ein von Microsoft entwickelter Flugsimulator, der aber eher als Spiel eingeordnet werden kann, da er den Fokus auf Luftschlachten legt.

### Dovetail Games
Im Juli 2014 wurde bekannt, dass der Spieleentwickler und -vertrieb Dovetail Games ab 2016 die Veröffentlichung einer neuen Version des Flight Simulators anstrebt. Dazu wurde mit Microsoft ein Lizenzierungsmodell gewählt, das bereits mit dem Programm Railworks abgeschlossen wurde und die Nutzung des Namens Microsoft erlaubt.
2015 wurde Flight Simulator X neu aufgelegt und mittels der Plattform Steam vertrieben. 2016 erschien dann Dovetail Games Flight School, später folgte Dovetail Games Flight Simulator.
Microsoft gab am 8. August 2019 bekannt, dass die Vereinbarung geendet ist.